# L'Œil de la Lune
L'Œil de la Lune (titre original : The Eye of the Moon) est un roman policier fantastique, paru de manière anonyme en juillet 2008. Le roman, édité en France par Sonatine en janvier 2011, a été traduit par Diniz Galhos. Il s'agit du deuxième volume de la série Bourbon Kid.

## Résumé
L'histoire commence dix-huit ans avant les faits décrits dans Le Livre sans nom, lors de la nuit d'Halloween où un jeune garçon sans histoire devient le tueur sanguinaire à la voix rocailleuse nommé Bourbon Kid. Cette nuit changea sa vie, ainsi que celle de son demi-frère Casper, et de la jeune Beth.
Un an après Le Livre sans nom, alors que le calme semble être revenu depuis la dernière éclipse de la Lune pendant laquelle un massacre fut perpétré par le fameux Bourbon Kid, une mystérieuse momie égyptienne revient à la vie et s'évade de son musée, la pierre magique l'Œil de la Lune redevient le centre d'intérêt de tous les personnages, les vampires et les loups-garous prospèrent tranquillement, tandis qu'une bande de mercenaires se lance à la poursuite du Bourbon Kid...

## Éditions
- The Eye of the Moon, Michael O'Mara Books Ltd, 10 juillet 2008, 384 p.  (ISBN 978-1-84317-303-8)
- L'Œil de la Lune, Sonatine, 27 janvier 2011, trad. Diniz Galhos, 471 p.  (ISBN 978-2-35584-059-3)
- L'Œil de la Lune, Le Livre de poche, coll. « Thriller » no 32431, 1er février 2012, trad. Diniz Galhos, 547 p.  (ISBN 978-2-253-16143-1)